# Фазма
Капитан Фазма (англ. Captain Phasma) — человек, женщина, персонаж вселенной «Звёздных Войн», которую сыграла Гвендолин Кристи. Командир штурмовиков Первого ордена звёздного дредноута «Господство» (англ. Supremacy), который одновременно служил флагманом Сноука, Верховного лидера Первого ордена и штаб-квартирой ордена. Главный персонаж седьмого и восьмого эпизодов  (2017) фантастической эпопеи «Звёздные войны». Носила особенные хромированные доспехи.
Джей Джей Абрамс создал образ Фазмы на основе дизайна изначально разработанного для Кайло Рена и назвали её по фильму ужасов 1979 года «Фантазм». Но в итоге костюм Кайло Рена заменили на более ситхский по антуражу. Персонаж был изначально задуман как мужчина. Фазма занимала видное место в продвижении и маркетинге эпизода «Пробуждение силы», но персонаж, в конечном счёте сыграл незначительную роль в фильме и был предметом критики. Тем не менее, товар с изображением символа успеха и её рисунок был самым продаваемым из всех фигурок на Amazon.

## Биография
Жила спустя тридцать лет после битвы при Эндоре. В период столкновения Первого Ордена и Новой Республикой, Фазма несла службу на звёздном разрушителе «Финализатор» и носила звание капитана штурмовиков. Власть и влияние Фазмы в Первом ордене сравнимы скорее с властью и влиянием Кайло Рена и генерала Хакса, чем с другими офицерами её ранга.

## Концепция и создание

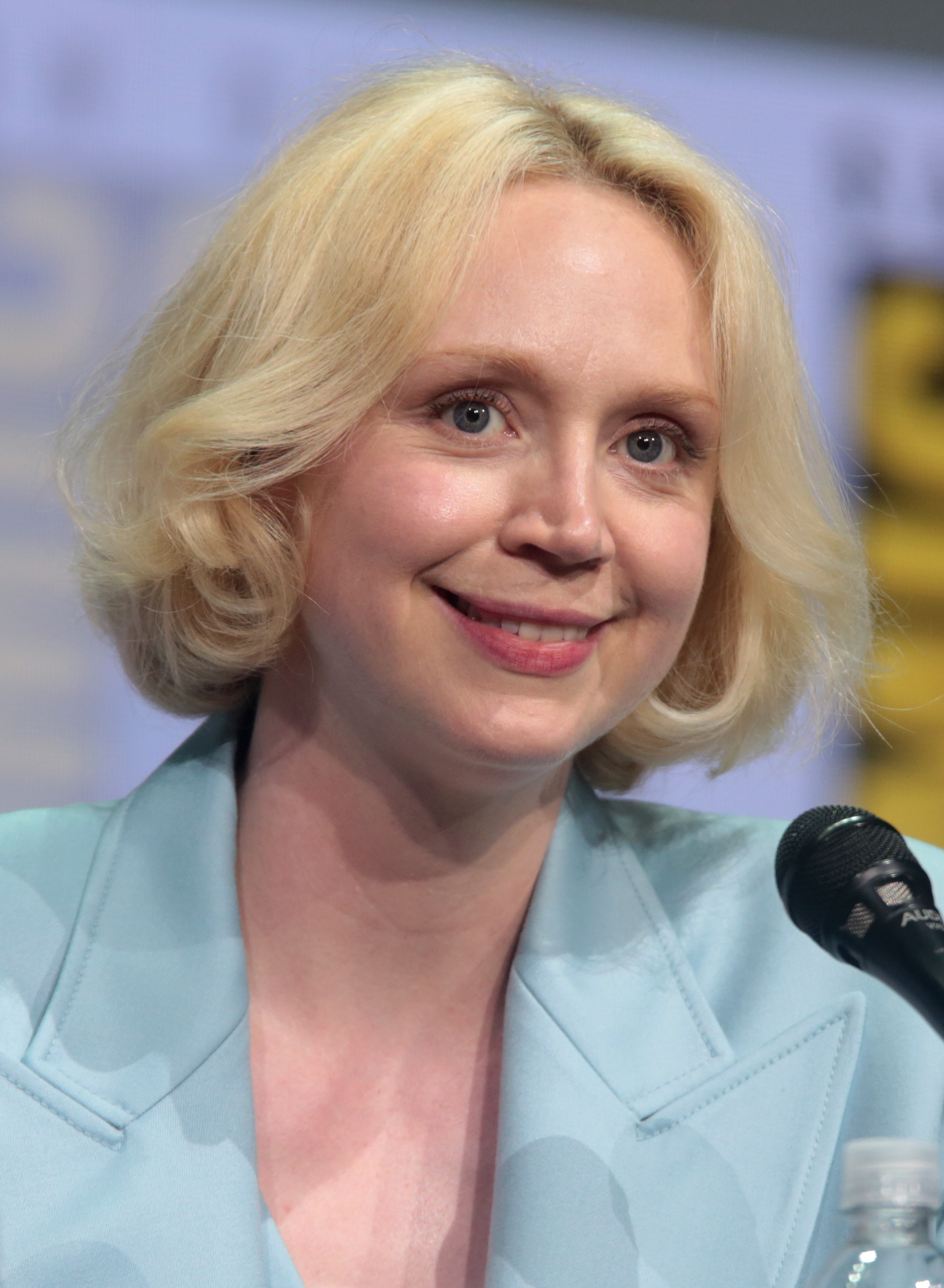
Гвендолин Кристи, сыгравшая Фазму

Создатели персонажа были вдохновлены отклонённым вариантом дизайна для Кайло Рена. Художник по костюмам Майкл Каплан придумал концепцию «командира штурмовиков в ярко сверкающих серебряных доспехах». Концепт-художник Дермот Пауэр превратил идею Каплана в жизнь, однако, этот образ был немедленно отвергнут режиссёром Джей Джей Абрамсом. Позже, продюсер Кэтлин Кеннеди одобрила дизайн, назвав его «фантастическим». Тогда Абрамс использовал дизайн, созданный Капланом и Пауэром, чтобы создать нового персонажа, Фазму, назвав по фильму ужасов 1979 года «Фантазм», потому что её броня напомнила ему фильма летающие сферы из этой картины. Каплан разработал персонажа полагая, что это будет «очень круто» иметь серебряного бронированного персонажа в фильме.
Персонаж был изначально задуман как мужчина, став женщиной меньше чем за три недели до начала основных съёмок. Тем самым Фазма стала вторым злодеем женского пола во вселенной «Звёздных войн» после Замы Вессель (англ. Zam Wesell). Создавая капитана Фазму, авторы фильма хотели «раздвинуть границы» традиционных ролей для женских персонажей.
Актриса Гвендолин Кристи, которая известна ролью Бриенны Тарт в телесериале «Игра престолов», впервые была официально объявлена как исполнительница роли капитана Фазмы в номере журнала Vanity Fair, выпущенном 4 мая 2015 года, после того как произошла утечка информации. Кристи пришлось приложить немало усилий, чтобы появиться в фильме. Гвендолин не было известно, что персонаж изначально был мужчиной, она черпала вдохновение в её броне — «это очень способный, очень внушительный и не податливый на всё» — в том, как играть персонажа. Играя Фазму, Кристи пришлось много экспериментировать с жестами, чтобы суметь передать характер персонажа.
Первоначальный костюм Фазмы, используемый в «Пробуждении силы», должны были создать в течение «четырёх или пяти дней»; дизайнер по костюмам Дэйв Кроссман описал работу над ним как «полную панику». Чтобы надеть костюм на Кристи требовалось примерно сорок пять минут. Новый костюм был создан для «Последних джедаев» с помощью различных ухищрений. Так, шлем пришлось повторно хромировать, а его посадку изменить, броня была сделана «намного чище и ярче».

## Характер
Командир штурмовиков Первого ордена, капитан Фазма описывается как «жёсткий» ветеран и «командир», «членом триумвирата», стоящего во главе ордена, наряду с Кайло Реном и генералом Хаксом. Кристи сравнивала Фазму с Бобой Феттом в том смысле, что они оба хотя и не «всё время на передовой», имеют «большое влияние» на развитие сюжета. Актриса назвала своего персонажа «злой силой», получающей удовольствие от жестокости, что сама Кристи объясняет трудным путём, который пришлось пройти Фазме, чтобы стать единственной женщиной-штурмовиком. В отличие от других штурмовиков в франшизе, Кристи изобразила Фазму с некоторой женственностью и дерзостью. Глен Роберт Гилл писал для онлайн-киножурнала Bright Lights Film Journal, что увидел Фазму как «демоническую или отрицательную эманацию девической анимы».
Фазма изображается в хромированной броне, которая в Джон Гудсон и Пабло Идальго в своей книге The Force Awakens: The Visual Dictionary определяют как исходящую яхты с планеты Набу, когда-то принадлежавшей Палпатину. Для неё самой это «в первую очередь символ прошлой власти». Кристи считает шлем своего персонажа одновременно футуристичным и имеющим средневековые элементы. Крис Лаверти, создатель сайта анализа костюмов фильмов Clothes on Film, назвал броню Фазмы «наверное, самым царственным костюмом» и отметил его как отражение её статуса. Он также посчитал её плащ, «элегантно перекинутой через одно плечо», как способ очеловечить персонажа. Во Вселенной «Звёздных войн» плащ является традиционной одеждой руководителей Первого ордена. Джилл почувствовала, как её броня вызвала в памяти зеркала, символы «саморефлексия и самоанализ», чувства, которые она приносит в Финна, когда она невольно помогает вдохновить его на дефект.

## Внешность

### В фильме

#### Пробуждение силы(2015)
Второй трейлер фильма 2015 года «Звёздные войны: Пробуждение силы» представил персонажа. В фильме Фазма начинает атаку посёлка Туанул на пустынной планете Джакку, в поисках карты галактики, которая приведёт её к последнему джедаю Люку Скайуокеру. Победив, Фазма и другие штурмовики приводят оставшихся жителей посёлка по приказу Кайло Рена. Вернувшись к звёздному эсминцу первого ордена, она встречается со штурмовиком FN-2187 и ругает его за то, что он не участвовал в нападении на Джакку. После этого FN-2187 убегает и освобождает пилота Сопротивления По Дэмерона. После побега FN-2187 (теперь он зовётся Финн), Фазма сообщает о его предательстве генералу Хаксу. Позже, когда Финн, Хан Соло и Чубакка проникают на базу Старкиллер — планету, превращённую в супероружие, способное уничтожать целые звёздные системы, где берут в заложники Фазму и оказывают на неё давление, чтобы дезактивировать щиты базы и дать возможность повстанцам уничтожить базу.

#### Последние джедаи(2017)
В следующий раз Фазма появляется в эпизоде «Звёздные войны: Последние джедаи». Когда Финн, механик Роуз Тико и компьютерный хакер ДиДжей вторглись на флагман корабль Первого ордена «Господство» высотой в 37,5 миль, пытаясь отключить устройство слежения за кораблём повстанцев, но были захвачены. Фазма насмехается над Финном и решает казнить его вместе с Роуз «медленным и болезненным» способом. Прежде чем это произошло, вице-адмирал Сопротивления Холдо решает протаранить дредноут Первого ордена на скорости света. В последующем хаосе, Фазма вовлекает Финна в решительный бой до смерти. В начале, Фазма берёт верх, но в итоге погибает от разрушения пола под ней при взрыве корабля.
Режиссёр «Последних джедаев» Райан Джонсон сказал, что ограниченная вспомогательная роль Фазмы в фильме объясняется временными ограничениями и большим количеством персонажей, и указал, что планов использовать Фазму в дальнейшем у авторов франшизы нет.

### В других медиа
В приквеле-антологии «Перед пробуждением» (англ. Before the Awakening), Фазма появляется в рассказе о штурмовике-дезертире Финне. В нём, она контролирует действия Финна в боевом симуляторе и, хотя хвалит его за мастерство, но одновременно критикует за спасение слабого солдата. Кроме того Фазма фигурирует в обеих новеллизациях фильма «Пробуждение силы», как взрослой, так и в детской. В версии LEGO Star Wars Фазма также появилась в мультсериале Lego Star Wars: The Resistance Rises (2016). Она также является играбельным персонажем и боссом в игре Lego Star Wars: The Force Awakens.
В преддверии выхода эпизода «Звёздные войны: Последние джедаи» её предыстория была исследована в романе Делайлы С. Доусон Star Wars: Phasma (2017). В комикс-мини-сериале Star Wars: Captain Phasma показана как она сбежала с базы Первого ордена после событий «Пробуждения силы».

### Мерчандайзинг
В рамках подготовки к выходу «Пробуждение силы» фильма компания Disney выпустила серию игрушек Звёздные войны Force Friday. Одной из таких игрушек была Фазма с маской меняющей голос, в которой содержится первый диалог услышанный общественностью. Были также представлены и другие предметы, входящие в костюм для детей, а также фигурки.

## Реакция
Фазма привлекла внимание ещё до премьеры фильма «Пробуждение силы». Прежде чем стало известно имя нового персонажа, фаны «звёздных войн» уже окрестили Фазму «Chrometrooper». Успех торговой марки «Captain Phasma» привёл к предположению, что это имперский офицер преследующий Финна. Фазмой звали персонажа Tarkin’s Fist, фанфика по Звёздным войнам. В подкасте IGN Keepin' It Reel обсудили возможность для Фазмы стать «очередным прорывным злодеем» в духе Бобы Фетта и Дарт Мола. Участники обсуждения ответили положительно на имя персонажа, несмотря на некоторые первоначальные сомнения, а также оценили дизайн её брони, заявив, что дизайн персонажей сыграл важную роль в успехе Фетта и Мола. Они также возлагали большие надежды на Кристи. Во время подготовки к фильму, Фазма стала любимцем фанов. Автор сайта Polygon Сюзана Поло посчитала «Пробуждение силы» большим достижением для Голливуда своим разнообразием, независимо от его качества, хотя она и приводит Фазму в качестве примера того, как фильм был не идеален, отметив слухи о её незначительной роли, несмотря на первое появление на экране женщины-штурмовика.
После выхода «Пробуждения силы» критики были недовольны минимальной ролью персонажа в фильме. Джонатан Макалун из The Daily Telegraph был недоволен недостаточным использованием Фазмы и задавался вопросом, будет ли её лицо когда-либо обнаружено в фильмах. Джейсон Геррасио из Business Insider разделял подобное мнение, отметив отсутствие у Фазмы экранного времени, несмотря на её большой потенциал. Скотт Меслоу в The Week назвал Фазму «полным нулём» в фильме, несмотря на её активное участие в его продвижении. Он указал на её внешний вид в антологии Before the Awakening как способ расширить персонажа, отмечая её холодный, но логический прагматизм. Джесси Шедин из IGN назвал Фазму "чем-то вроде разочарования в «Пробуждении силы», негативно противопоставляя её Фетте в том, что «даже Фетт имел честь перехитрить Хана Соло прежде чем встретил бесславный конец». Шедин надеется Фазма появится в комиксах Marvel по «Звёздным войнам», что позволит конкретизировать её характер и построить её в лучшего злодея. Макс Николсон, автор Collider.com, отметил количество хайпа для персонажа, а также её минимальную роль в сюжете. Николсон предложил объединить Хакса и Фазму в одного персонажа, так как они были слишком похожи.
Товары с изображением символа оказались популярными. Дэвид Бетанкур из The Washington Post назвал роль Фазму в фильме «не более чем блестящим новым реквизитом», рассматривая её в качестве жертвы необходимости ради мерчандайзинга вводить всё новых героев, но отметил популярность и редкость товаров. Фигурка капитана Фазмы стала бестселлером среди фигурок персонажей эпизода «Пробуждение силы» на Amazon.co.uk.